# Sing Out
Sing Out foi uma banda brasileira de música cristã contemporânea, formada em julho de 2016 e encerrada em 2019.
Formada pelo tecladista e produtor musical Ronald Fonseca, foi um projeto desenvolvido pelo músico após a sua saída da banda Trazendo a Arca. O projeto contou com músicas produzidas pelo instrumentista com os cantores Pedro Henrique e Maressa Cruz. Como um trio, a banda lançou apenas um álbum, chamado Grande É o Senhor, lançado em 2017. O disco, de sonoridade pop rock, chamou a atenção da gravadora Sony Music Brasil, com a qual assinaram um contrato artístico em 2018.
Ronald se desvinculou do Sing Out logo após o lançamento do primeiro álbum. Em 2018, Pedro e Maressa lançaram os últimos singles da banda pela gravadora Sony Music. Em 2019, decidiram encerrar o grupo e seguir carreira solo.
Em dezembro de 2023, Pedro Henrique morreu aos 30 anos, durante show em Feira de Santana, na Bahia.

## Discografia
- 2017: Grande É o Senhor